# Binghamton (town, New York)
Binghamton est une ville située au sud du comté de Broome, dans l' État de New York, aux États-Unis,. En 2020, elle comptait une population de 4 623 habitants, estimée au 1er juillet 2021 à 4 571 habitants.  La ville est fondée en 1802 et incorporée en 1834 en tant que village et en  1867, en tant que ville.

## Démographie
Lors du recensement de 2020, la ville comptait une population de 4 623 habitants. Elle est estimée, en 2021, à 4 571 habitants.